# ألايجيس بوبين هوسكيو
ألايجيس بوبين هوسكيو (12 ديسمبر 1931 - 22 فبراير 2021) مهندسة زراعية برازيلية، وباحثة وأستاذة جامعية، وفنانة برازيلية. عملت أستاذة وباحثة لمدة 38 عامًا في كلية لويز دي كويروز للزراعة بجامعة ساو باولو. كانت مستشارة ماريانجيلا هنغاريا دا كونيا.
بعد التقاعد، ركزت هوسكيو على الفنون، وخاصة النحت.
توفيت هوسكيو في بيراسيكابا في 22 فبراير 2021، عن عمر يناهز 89 عامًا.